# Крестьянка (Кисловский сельсовет)
Крестьянка — деревня в Лысковском районе Нижегородской области. Входит в состав Кисловского сельсовета.

## География
Деревня находится на правобережье Волги, в 78 км к юго-востоку от Нижнего Новгорода. Расположена на правом берегу Сундовика. Ближайшие населённые пункты — Брюханово (500 м), Сёмово (2 км), Колычево (3 км).

## История
Крестьянка была основана брюхановскими переселенцами в конце 1917 года. С начала 1920-х годов жили 3—4 семьи, и так было до войны. В конце 1920-х годов был образован колхоз «Крестьянка». После Великой Отечественной войны деревня стала заселяться. В 1946 году в деревне было 11 домов, в которых жили около 25 человек, а в 1948 году стало 18 домов, население выросло до 40 человек. В начале 1950-х годов колхоз «Крестьянка» влился в соседние колхозы, и с тех пор начался упадок деревни. К 1962 году, когда был образован совхоз «Нива», в деревне оставалось 10 домов.
| 2002 | 2010 |
| ---- | ---- |
| 3    | ↘0   |

## Инфраструктура
В деревне Крестьянка осталось 5 домов, из них 2 заброшенных. Имеется электричество, но не во всех домах. В основном в деревню приезжают дачники в летний период.
В 2012 году деревне исполняется 95 лет.

## Фото
- Фото одного из домов в деревне. Архивировано из оригинала 14 октября 2016 года.